# Neolític final
El Neolític final és la darrera fase del Neolític fins a l'arribada dels metalls. A Catalunya aquest període va del 2500 aC al 1800 aC més o menys.
Durant aquesta època van arribar a França tribus de prospectors, caçadors i comerciants que venien del sud de la península Ibèrica (cultura del vas campaniforme) i d'Europa Oriental. A Catalunya arriben una sèrie de fenòmens culturals que trenquen la relativa uniformitat dels sepulcres de fossa del Neolític mitjà. S'accentua el poblament de la muntanya.
Característica d'aquest període és la importància que adquireixen les rutes comercials: les més antigues rutes conegudes són la de l'ambre amb el Bàltic i la de l'estany que unia les illes Cassitèrides amb els centres consumidors de la Mediterrània. La navegació millora i es van poblar illes mediterrànies. Les travessies -que abans es feien al llarg de les costes- es fan ara a mar obert. En diversos punts d'Europa apareixen representacions de vaixells, probablement de rems i fets de fusta.

## Cultures destacades
- Cultura megalítica de la península Ibèrica
- Cultura de Lengyel
- Cultura de Los Millares
- Cultura de les coves
- Cultura del vas campaniforme
- Cultura de Varna